# الكشف والبيان عن تفسير القرآن
الكشف والبيان عن تفسير القرآن أحد كتب تفسير القران الكريم، ألفه أبو إسحاق أحمد الثعلبي (ت: 427 هـ - 1035).

## أسلوب التفسير
قال محقق تفسير الثعلبي "تفسير الثعلبي اسمه (الكشف والبيان عن تفسير القرآن) وهذا الاسم للتفسير ثابت ثبوتاً قطعياً، لا يتطرق إليه أدنى شك أو احتمال، وذلك لأدلة كثيرة".
ألقى مؤلف التفسير ضوءاً على كتابه في مقدمته، وأوضح فيها عن منهجه وطريقته التي سلكها فيه، فذكر أولاً اختلافه منذ الصغر إلى العلماء، واجتهاده في الاقتباس من علم التفسير، وظهر له أن المصنفين في تفسير القرآن فِرَق على طُرقٍ مختلفة: فِرقة أهل البدع والأهواء. وفِرقة مَن ألَّفوا فأحسنوا، إلا أنهم خلطوا أباطيل المبتدعين بأقاويل السلف الصالح. وفِرقة اقتصر أصحابها على الرواية والنقل دون الدارية والنقد. وفِرقة حذفت الإسناد. وفِرقة حازت قصب السبق، في جودة التصنيف والحذق. غير أنهم طوَّلوا في كتبهم بالمعادات، وكثرة الطُرُق والروايات. وفِرقة جرَّدت التفسير دون الأحكام، وبيان الحلال والحرام، والحل عن الغوامض والمشكلات، والرد على أهل الزيغ والشبهات، كمشايخ السَلَف الماضين. ثم بيّن أنه لم يعثر في كتب مَنْ تقدَّمه على كتاب جامع مهذَّب يُعتمد. ثم قال: "فاستخرتُ الله تعالى في تصنيف كتاب شامل، مهذب، ملخص، مفهوم، منظوم، مستخرج من زهاء مائة كتاب مجموعات مسموعات... نسَّقته بأبلغ ما قدرتُ عليه من الإيجاز والترتيب، ثم قال: وخرَّجت فيه الكلام على أربعة عشر نحواً: البسائط والمقدمات، والعدد والتنزلات، والقصص، والنزولات، والوجوه والقراءات، والعلل والاحتجاجات، والعربية واللغات، والإعراب والموازنات، والتفسير والتأويلات، والمعانى والجهات، والغومض والمشكلات، والأحكام والفقهيات، والحكم والإشارات، والفضائل والكرامات، والأخبار والمتعلقات، أدرجتها في أثناء الكتاب بحذف الأبواب، وسميته: كتاب "الكشف والبيان عن تفسير القرآن، ثم ذكر في أول الكتاب أسانيده إلى مَنْ يروى عنهم التفسير من علماء السَلَف، واكتفي بذلك عن ذكرها أثناء الكتاب، كما ذكر أسانيده إلى مصنفات أهل عصره - وهي كثيرة - وكتب الغريب والمشكل والقراءات، ثم ذكر باباً في فضل القرآن وأهله، وباباً في معنى التفسير والتأويل، ثم شرع في التفسير.

## نهج المفسر
الثعلبي يُفسِّر القرآن بما جاء عن السَلَف، مع اختصاره للأسانيد، اكتفاءً بذكرها في مقدمة الكتاب، ويعرض للمسائل النحوية ويخوض فيها بتوسع ظاهر، كما أنه يعرض لشرح الكلمات اللغوية وأصولها وتصاريفها، ويستشهد على ما يقول بالشعر العربي، ويتوسع في الكلام عن الأحكام الفقهية عندما يتناول من آيات الأحكام، فتراه يذكر الأقوال والخلافات والأدلة ويعرض للمسألة من جميع نواحيها، إلى درجة أنه يخرج عما يُراد من الآية، ويتوسع على الخصوص في بيان مذهب الشافعي ويسرد أدلته.
ومما يمتاز بها التفسير، هو التوسع إلى حد كبير في ذكر الإسرائيليات بدون أن يتعقب شيئاً من ذلك أو يُنبِّه على ما فيه رغم استبعاده وغرابته، ويبدو أن الثعلبى كان مولعاً بالأخبار والقصص إلى درجة كبيرة، بدليل أنه ألَّف كتاباً يشتمل على قصص الأنبياء. ثم إن الثعلبى لم يتحر الصحة في كل ما ينقل من تفاسير السَلَف، بل نجده يكثر من الرواية عن السدى الصغير عن الكلبى عن أبى صالح عن ابن عباس. كذلك نجده قد وقع فيما وقع فيه كثير من المفسِّرين من الاغترار بالأحاديث الموضوعة في فضائل القرآن سورة سورة، فروى في نهاية كل سورة حديثاً في فضلها منسوباً إلى أُبَىّ بن كعب، كما اغتر بكثير من الأحاديث الموضوعة على ألسنة الشيعة فسوَّد بها كتابه دون أن يشير إلى وضعها واختلاقها، وفي هذا ما يدل عن أن الثعلبى لم يكن له باع في معرفة صحيح الأخبار من سقيمها.